# Trondheim Mekaniske Verksted
Trondheim Mekaniske Verksted, kurz TMV (übersetzt „Mechanische Werkstatt Trondheim“), war eine Werft in Trondheim in Norwegen.

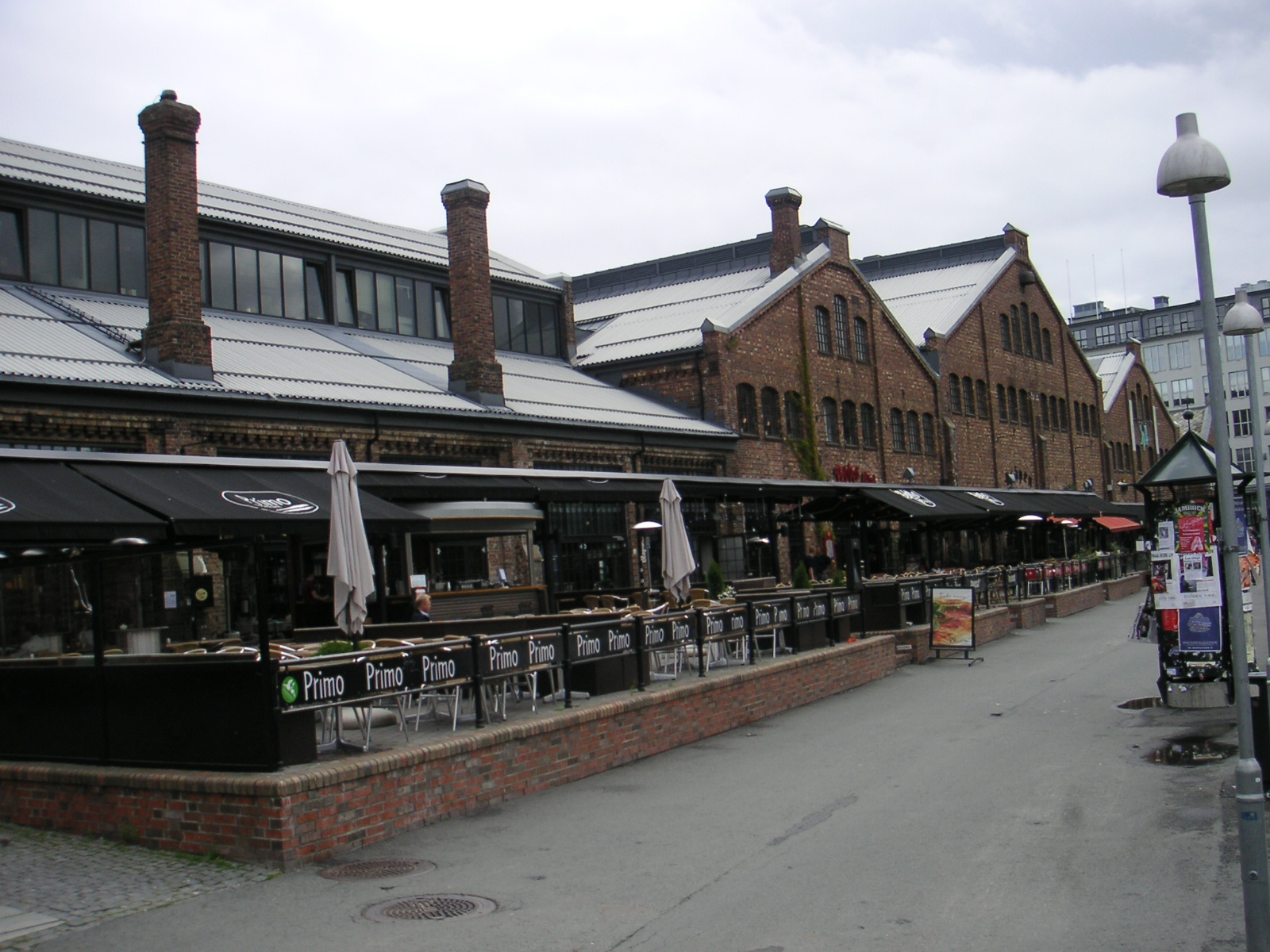
Die ehemaligen Werftgebäude, jetzt Einkaufszentrum und Gastronomie

Die Werft entstand im Jahr 1872 als ein Zusammenschluss kleinerer Werft- und Schiffbaubetriebe an der Mündung des Nidelva. Nur vier Jahre später ging die Werft bereits wieder in Konkurs, konnte jedoch nach einem Eigentümerwechsel weitergeführt werden. Von nun an verzeichnete die Werft ein sehr starkes Wachstum. Um die Jahrhundertwende verfügte sie über vier Docks und beschäftigte über 700 Mann. Damit war sie unter die zehn größten Industriebetriebe des Landes aufgestiegen. Moderne Dampfschiffe für die Küstenschifffahrt und die Fischereiindustrie wurden gebaut. Auch einige Einheiten der Hurtigruten entstanden hier.
Im Jahr 1960 übernahm die norwegische Aker-Gruppe die Aktienmehrheit und führte die Werft bis zur Einstellung des Betriebes im Jahr 1983 als eigenständige Tochtergesellschaft weiter. Nach dem Ende der Werft lag das Areal am Ufer des Nidelv lange Zeit brach. In den 1990er Jahren begann man dort, neben Büros und Wohnungen ein Einkaufszentrum zu errichten; es entstand so der neue Stadtteil Nedre Elvehavn. Hierfür fanden viele der ehemaligen, mittlerweile unter Denkmalschutz stehenden Werftgebäude Verwendung.

## Hier gebaute Schiffe
- Hurtigrutenschiffe, wie die Harald Jarl (1960) oder die Narvik (1982)